# Outpost Antivirus
Outpost Antivirus — антивирус от российской компании Agnitum. Первоначально антивирус поставлялся в комплекте с Outpost Security Suite, но 2 марта 2008 года был представлен в качестве отдельного продукта на «Вернисаже 1С» и 12 марта был представлен пользователям и готов к продаже.

Антивирусный компонент в последних версиях Outpost 7.5 включает в себя новейшие технологии по защите от вредоносного ПО, которые обеспечивают безопасный веб-сёрфинг и сохранность данных компьютера, не мешая ежедневной работе пользователя. Оптимизируя скорость сканирования на вирусы и снижая системные и аппаратные требования Outpost для удобства работы на ограниченных в ресурсах ПК и нетбуках, разработчики Agnitum от версии к версии делают защиту Outpost ещё более легкой и нетребовательной.

## Возможности
- Антишпион.
- Проактивная защита.
- Защита интернет-соединения.
- Защита личной информации.
- Защита электронной почты.
- Блокировка «опасного» контента на веб-страницах в Internet Explorer (специальная вкладка).
- Фильтр рекламы (для всех браузеров, начиная с версии 2009).
- Поддержка ОС Windows 8.
- Технология SmartDecision, осуществляющая статический анализ запускаемых файлов, на основе множества критериев оценивает потенциальную угрозу и выводит подсказку пользователю о дальнейших действиях.
- ImproveNet — «облачный» сервис, собирающий информацию о локальном взаимодействии приложений на компьютере. Эти новые правила автоматически обновляются у подписчиков ImproveNet и используются для различения вредоносной и безопасной активности.
- SmartScan (кэширование статуса проверки) — технология, повышающая скорость проверки компьютера на наличие вредоносных объектов путём создания специальной базы, в которой хранится информация о уже проверенных «чистых» файлах, которые исключаются из проверки.

## Профессиональное признание
Благодаря совместным усилиям двух независимых антивирусных лабораторий, работающих над созданием и обновлением современной и многогранной базы вирусных сигнатур, антивирусные решения Outpost находятся среди лидеров по уровню обнаружения широкого распространенного (in-the-wild) вредоносного ПО. Outpost последовательно (в июне, августе, октябре и декабре 2010 г.) получал награды VB100 британского журнала VirusBulletin, подтверждая соответствие современным стандартам антивирусной защиты для 32-битных и 64-битных операционных систем Windows. Другие признанные организации также отмечали высокий уровень обнаружения вредоносного ПО антивирусными решениями Outpost. Кроме того, Matousec.com и Anti-malware.ru, известные тестовые площадки, исследующие производительность и надежность продуктов Интернет-безопасности, высоко оценивают уровень самозащиты и проактивной защиты решений Outpost.

## Награды
- 25-08-2011 комплексный продукт по безопасности компании Agnitum получил восьмую подряд награду VB100 со 100 % обнаружением самых распространенных вредоносных программ и полиморфных вирусов.
- Компания Agnitum вошла в число 5 производителей антивирусов, получивших все сертификации VB100 подряд на ОС Windows (Windows 2000, Windows XP, Vista, Server 2003/2008, Windows 7) с начала 2010 года. Общее число непрерывно пройденных сертификаций VB100% для Outpost составляет более 10.
- 10-05-2012 антивирусы от Agnitum уже 11 раз подряд за 2 года сертифицируются для Windows.
- 18-07-2012 по результатам тестирования, проведенного независимой лабораторией Virus Bulletin, антивирусы от Agnitum получили 12 раз подряд награду VB100 https://web.archive.org/web/20120721061035/http://www.agnitum.ru/news/2012-07-18-oss-vb100-windows-server-2008.php